# Gretchen Egolf
Gretchen Egolf, född 1973 i Lancaster, Pennsylvania, är en amerikansk skådespelare.
Egolf har bland annat medverkat i TV-serierna Roswell från 2000, Journeyman från 2007, Medium från 2008 och Hijack från 2023.

## Filmografi (i urval)
- 2000: Roswell
- 2007: Journeyman
- 2008: Medium
- 2023: Hijack